# 查維斯冰川
查維斯冰川（英語：Chavez Glacier），是南極洲的冰川，位於埃爾斯沃思地，全長20公里，流經卡尼斯蒂奧半島，最終注入克蘭頓灣，現時由南極條約體系管理。